# Yélimané Airport
Yélimané Airport är en flygplats i Mali.   Den ligger i regionen Kayes, i den västra delen av landet, 400 km nordväst om huvudstaden Bamako. Yélimané Airport ligger 103 meter över havet.
Terrängen runt Yélimané Airport är platt åt nordväst, men åt sydost är den kuperad. Terrängen runt Yélimané Airport sluttar västerut. Runt Yélimané Airport är det glesbefolkat, med 18 invånare per kvadratkilometer. Trakten runt Yélimané Airport består i huvudsak av gräsmarker.